# McGregor River
Der McGregor River ist ein rechter Nebenfluss des Fraser River in der kanadischen Provinz British Columbia.

## Flusslauf
Der McGregor River hat seinen Ursprung unterhalb des 2094 m hoch gelegenen Gebirgssees Wishaw Lake am McGregor Pass in den Kanadischen Rocky Mountains. Sein Quellgebiet liegt in der Kakwa Provincial Park and Protected Area. Er fließt zu Beginn zwischen den beiden Bergen Wishaw Mountain und Mount Sir Alexander nach Süden, wendet sich dann nach Nordwesten, nimmt den Kitchi Creek von rechts auf und biegt kurz nach Südwesten, um danach in seine Hauptfließrichtung im Mittellauf nach Nordwesten zu drehen. Er fließt nun in einem parallel zum Tal des Fraser River verlaufenden Gebirgstal. Östlich befinden sich nun die Rocky Mountains und westlich die McGregor Range, die Teil des Interior Plateaus ist. Schließlich trifft der McGregor River auf seinen wichtigsten Nebenfluss, den Herrick Creek, und wendet sich in seinem Unterlauf nach Westen. Er erreicht 55 km nordöstlich von Prince George den Fraser River. Der McGregor River hat eine Länge von etwa 180 km. Am Pegel 08KB003 (am Unterlauf) beträgt der mittlere Abfluss bei einem Einzugsgebiet von 4780 km² 214 m³/s.
Der Mittellauf des McGregor River liegt im Übergangsbereich zwischen dem südlichen und nördlichen Teil der Rocky Mountain Trench. Diese setzt sich nach Norden im Tal des Parsnip River fort. Im Süden erstreckt sie sich entlang dem Oberlauf des Fraser River.

## Namensgebung
Der Fluss wurde nach dem Landvermesser Captain James Herrick McGregor benannt, der 1915 im Ersten Weltkrieg bei der Zweiten Schlacht bei Ypern im belgischen Flandern fiel.